# Oberamt Kochenburg

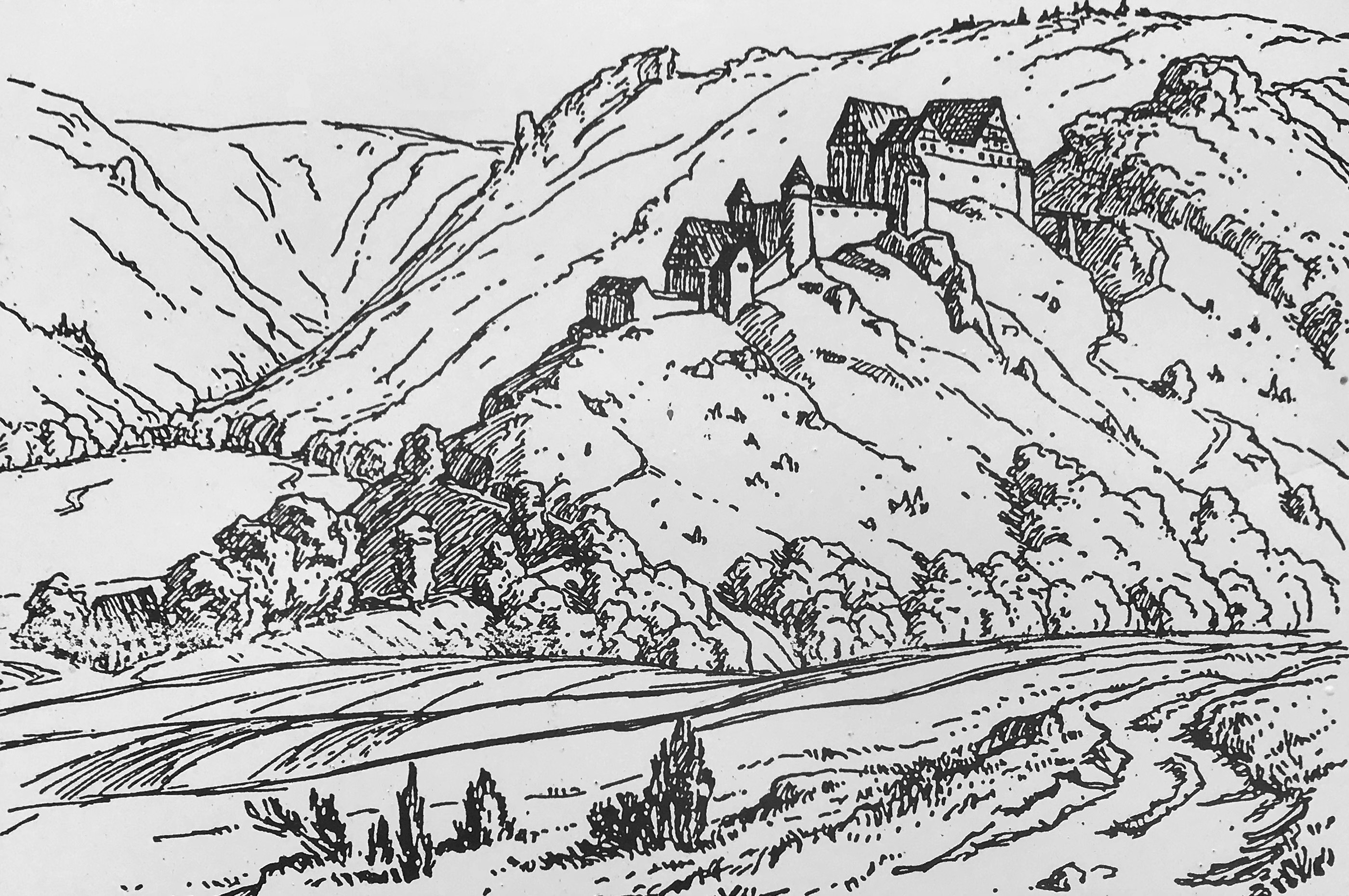
Rekonstruktionszeichnung der Kochenburg

Das Amt Kochenburg, seit dem 17. Jahrhundert Oberamt Kochenburg genannt, war ein Amt des Klosters Ellwangen und anschließend der Fürstpropstei Ellwangen.

## Geschichte
Seit spätestens dem 13. Jahrhundert gehörte die Kochenburg als Sitz eines dem Gebiet des oberen Kochers zugewiesenen Amtes dem Kloster Ellwangen. Dieses Amt fiel im Zuge einer kriegerischen Auseinandersetzung um 1280 an die Grafschaft Oettingen, welche Konrad von Ahelfingen als Ministeriale auf die Burg setzten. Im Jahr 1300 forderte der Ellwanger Abt die Rückgabe der Burg an das Kloster.
Bis 1317 war die Familie von Ahelfingen mit der Kochenburg belehnt, danach saßen sie auf Burg Hoheneybach, ebenfalls als ellwangisches Lehen. Die zweite Hälfte der Burg kam 1438 an Ellwangen.
Das Amt wurde seit dem 17. Jahrhundert als Oberamt bezeichnet. An der Spitze stand ein adliger Oberamtmann.
Im Vorgriff auf den 1803 wirksamen Reichsdeputationshauptschluss kam das Oberamt Kochenburg mit der Fürstpropstei bereits 1802 an Württemberg (seit 1806 Königreich) und wurde dem neuen Oberamt Aalen zugeordnet.

## Umfang
Das Oberamt Kochenburg bestand am Ende des HRR aus folgenden Bestandteilen: 
- Kochenburg
- Oberkochen
- Unterkochen
- Beuren
- Glashütte
- Himmlingen
- Reslau
- Simmisweiler
- Unterrombach
- eine Reihe von Höfen

## Oberamtmänner
- Philipp Konrad von Liebenstein (1713–1751)